# La composición de la sal
La composición de la sal es una colección de cuentos de la escritora boliviana Magela Baudoin, publicada en 2014 por la editorial Plural. De acuerdo a la autora, el nombre de la obra hace referencia a la sal en relación con el efecto metafórico que puede tener en la vida: algunas veces avivando las experiencias positivas, otras veces las heridas.
Los cuentos del libro narran en su mayoría eventos aparentemente cotidianos tras los cuales se ocultan situaciones difíciles. Varios de los relatos cuentan con finales abiertos.
El libro ganó en 2015 la segunda edición del Premio Hispanoamericano de Cuento Gabriel García Márquez, de entre 136 obras participantes de 19 países. El jurado estuvo compuesto por los escritores Margo Glantz, Liliana Heker, Conrado Zuluag, Luis Fayad y Alberto Manguel, quien aseveró a propósito de Baudoin: "Se trata de una cuentista que demuestra gran intensidad y sutileza y una singular destreza para contar historias".

## Contenido

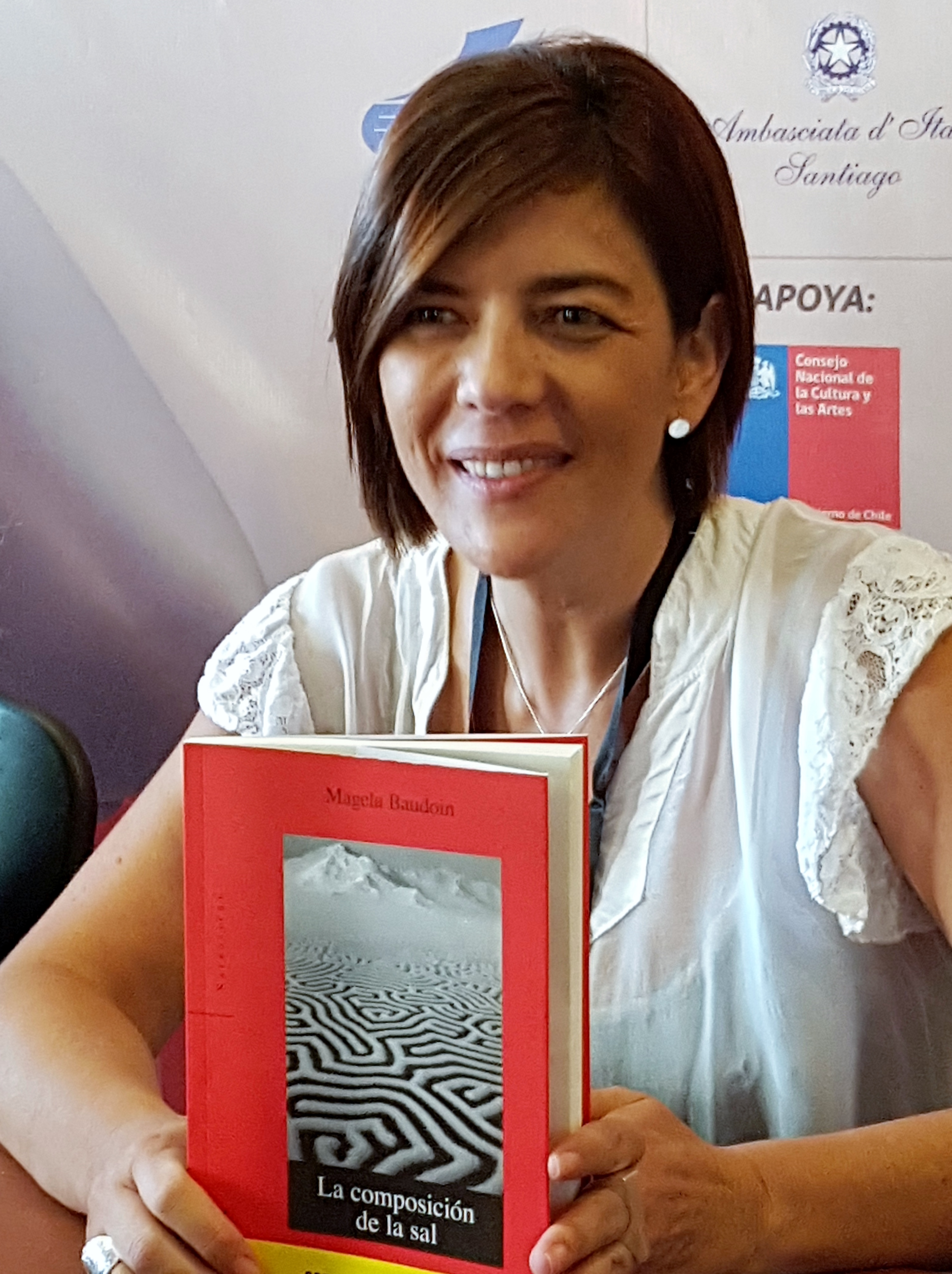
Magela Baudoin presentando La composición de la sal en 2017

El libro está compuesto por catorce cuentos que Baudoin escribió durante un periodo de cinco años. Los relatos son los siguientes:
- Amor a primera vista
- La cinta roja
- La chica
- Algo para cenar
- La noche de estreno
- La composición de la sal
- Moebia
- Gourmet
- Dragones dormidos
- Un verdadero milagro
- Sueño vertical
- Borrasca
- Sonato de verano porteño
- Un reloj. Una pelota. Un café

## Recepción
La composición de la sal recibió opiniones positivas al momento de su publicación. En la reseña del diario Los Tiempos, Juan Araos Úzqueda se refirió a la obra como un "bello y delicado libro" y a los relatos como "profundamente sencillos y pulcros, de temas varios y trasfondo único, policromo, claroscuro, con picos de luz y hondas humanas galerías, a veces desoladas". La escritora Giovanna Rivero también alabó la obra, aseverando en el prólogo de la misma: "Bebiendo de las tradiciones anglosajona y rusa de cuento, Baudoin sabe cómo desarrollar un relato doble, e incluso triple, que bebe, al mismo tiempo, de la vida".
La edición en inglés del libro, publicada por la editorial Schaffner Press, fue así mismo bien recibida. Nicholas Litchfield, escribiendo para Colorado Review, elogió la elocuencia y la sutileza de Baudoin, pero se mostró indeciso en cuanto a los finales abiertos de varios relatos, aseverando que por momentos hacían sentir que algo le faltaba a las historias pero por otro lado le permitían al lector interpretar los eventos. Destacó en particular los cuentos Dragones dormidos y Algo para cenar.
La reseña de la revista Cleaver Magazine, escrita por Katharine Coldiron, también fue positiva. En la misma, Coldiron calificó a las historias del libro como "precisas, explotando de tanta potencia" y "perfectamente formadas". Aunque se mostró insatisfecha con los cuentos Un reloj. Una pelota. Un café y Borrasca, alabó en gran medida relatos como La noche de estreno y Algo para cenar, describiendo este último como "un escenario creado por los Hermanos Coen cruzado con la infancia de Julián Herbert".